# Saygın Soysal
Saygın Soysal (* 21. Mai 1982 in Ankara) ist ein türkischer Schauspieler.

## Leben und Karriere
Soysal wurde am 21. Mai 1982 in Ankara geboren. Sein Vater stammt aus Çaykara und seine Mutter kommt aus Ilgaz. Im Alter von zwei Jahren zog er mit seiner Familie nach Bursa. Später ließen sie sich in Trabzon nieder, wo er sein Gymnasium abschloss. Anschließend studierte er an der Hacettepe-Universität.
Sein Debüt gab er 2005 in der Fernsehserie Kırık Kanatlar. 2006 spielte Soysal in der Serie Hatırla Sevgili. Bekanntheit erlangte er in Muhteşem Yüzyıl. Außerdem wurde er 2014 für die Serie Kara Para Aşk gecastet. 2017 bekam Soysal in Payitaht Abdülhamid die Hauptrolle. Zudem trat er in der Netflixserie The Protector auf. 2021 war er in Maraşlı zu sehen.

## Filmografie (Auswahl)
Filme
- 2007: Tiksinti
- 2009: Kosmos
- 2011: Yurt
- 2012: Jîn
- 2021: Sen Ben Lenin
- 2021: Hakikat Şeyh Bedrettin

Serien
- 2005: Güz Yangını
- 2005: Kırık Kanatlar
- 2006: Hatırla Sevgili
- 2007–2008: Asi
- 2009: Bu Kalp Seni Unutur mu?
- 2010: Türkan
- 2011: Al Yazmalım
- 2013: Muhteşem Yüzyıl
- 2013: Tatar Ramazan
- 2017: Payitaht Abdülhamid
- 2018: The Protector
- 2021: Maraşlı